# Radio Zeta (emittente radiotelevisiva)
Radio Zeta è un'emittente radiofonica italiana. La radio è accessibile via web, via satellite, sul digitale terrestre, in FM e sul DAB+.

## Storia
Da agosto 2015, Radio Zeta (allora denominata RTL L'Italiana) inizia a trasmettere in FM usando le frequenze doppie di RTL 102.5 e acquistando frequenze da emittenti radiofoniche locali (come Radio SIS in Sicilia e LatteMiele in Toscana, Lombardia ed Emilia-Romagna). Da gennaio 2016 il segnale viene diffuso anche sulle frequenze che appartenevano alla "vecchia" Radio Zeta (nelle regioni Lombardia, Piemonte, Liguria, Toscana, Valle d'Aosta, Emilia e Veneto occidentale).
Dal 1º gennaio 2016, prende il via il nuovo progetto Radio Zeta L'italiana, mentre dal 29 ottobre 2015 è disponibile anche sul digitale terrestre nel mux TIMB 1 con LCN 737 prima come canale radio e poi dal 19 ottobre 2016 come canale TV in versione audiografica. Il 16 maggio 2017 è stata inserita sul canale 266 nel mux Dfree la versione audiografica già presente sul mux TIMB 1, mentre il 9 giugno 2017 viene convertita alla radiovisione. In questo modo, oltre a RTL 102.5 e Radiofreccia, anche Radio Zeta è dotata della radiovisione. Dal 30 marzo 2020 il canale in radiovisione è disponibile nel mux TIMB 2. Inizialmente l'emittente proponeva perlopiù musica da ballo così come faceva la progenitrice: per questo motivo, nei primi mesi di trasmissione la selezione musicale era composta prevalentemente da brani di musica italiana, con novità e classici, a cui si aggiungevano anche classici internazionali e le proposte delle maggiori orchestre italiane. Successivamente, questi ultimi vengono completamente eliminati dal palinsesto, cosicché rimangono solo successi italiani del presente e del passato.
Nello stesso anno, inoltre, vengono introdotti nuovi volti e voci radiofoniche, per la maggior parte femminili e provenienti da RTL 102.5, tra cui Federica Gentile, Fabrizio Ferrari, Paolo Cavallone, Conte Galè, Francesca Cheyenne, Alessandro Greco, Charlie Gnocchi e Sara Ventura, oltre ai conduttori della vecchia emittente come Alessandro Benericetti detto "Cicetti", Francesco Nava, Daniela Invernizzi, Fabiana Viola, Alex Morelli e il direttore Angelo "Angelotto" Zibetti. Successivamente giungeranno in radio nuovi presentatori come Rudy Smaila, Elenoire Casalegno, Elena Gianni, Gianni Riso, Sara Calogiuri, Chiara Lorenzutti e Marco Predolin.
Dal 6 giugno 2016 è andato in onda per i mesi estivi il Radio Costanzo Show, condotto da Maurizio Costanzo e Federica Gentile, facente già parte del palinsesto di RTL 102.5 dal 2013. Dal 18 settembre sino a fine dicembre, dalle 18:00 alle 19:00, Costanzo ha presentato su Radio Zeta L'Italiana un programma dal titolo Quella volta che.
Dal 5 maggio 2017 l'emittente torna a chiamarsi Radio Zeta e quattro giorni dopo, il 9 maggio, Zibetti abbandona l'emittente.
Lo slogan della radio (fino al 2017 Balla la vita) dal 6 novembre 2019 è Generazione Futuro, volto a sottolineare il target di riferimento dell'emittente, ovvero un pubblico giovane, con una selezione musicale sempre più improntata su brani recenti, generi musicali di tendenza e artisti emergenti. Contestualmente vengono introdotti nuovi jingle. Dal 19 febbraio 2020 il logo dell'emittente subisce alcune lievi modifiche, in particolare nei colori.
Dal 1º dicembre 2020 il canale, insieme a RTL 102.5 TV e Radiofreccia, trasmette sul digitale terrestre solo in alta definizione.
Dal 10 aprile 2021, l'emittente estende la copertura in FM in Abruzzo, Molise e Puglia rilevando le frequenze della religiosa Radio Padre Pio.
Da maggio 2021 la programmazione musicale dell'emittente torna a proporre anche brani internazionali.
Dall'11 febbraio 2022, l'emittente sbarca in Basilicata rilevando alcune frequenze di Radio Tour.
Da maggio 2022 lo slogan dell'emittente è Generazione Zeta, Generazione Futuro.
Il 9 giugno 2022 si è tenuto il primo evento della radio, il Radio Zeta presenta Future Hits Live 2022 - Il Festival della Generazione Zeta. L'evento è tenuto a Roma all'Auditorium Parco della Musica ed è stato trasmesso anche in tv su TV8 oltre che in radiovisione. La stessa cosa si è ripetuta nel 2023 il 10 giugno, con la novità della trasmissione televisiva anche su Sky Uno oltre che su TV8 ed in radiovisione. In un comunicato uscito l'8 giugno 2023, viene annunciata una seconda data per il Radio Zeta Future Hits Live 2023, prevista per il 30 agosto all'Arena di Verona.

## Personale

### Conduttori attuali
- Alessandra Vatta
- Alessandro Presti
- Alfa
- Angela Gugliara
- Carolina Rey
- Cecilia Malannino
- Diego Zappone
- Edoardo Donnamaria
- Elisa Sciuto
- Francesco Taranto
- Giulia Becker
- Giulia Laura Abbiati
- Gloria Gallo
- Ilaria Arpino
- Jody Cecchetto
- Luca Buson
- Ludovica Marafini
- Luigi Provenzani
- Luisa Ginetti
- Mario Vai
- Nicole Iannacone
- Niccolò Giustini
- Pietro Sorace
- Riccardo Castiglioni
- Roberto Castiglioni
- Roberto Rendina
- Simone Palmieri

### Conduttori storici
- Adriana Paratore
- Alessandro Greco
- Alessia Reato
- Angelotto[26]
- Bianca Guaccero
- Camilla Ghini
- Carlo Nicoletti
- Charlie Gnocchi
- Dario Desi
- Conte Galè
- Elenoire Casalegno
- Fabrizio Ferrari
- Federica Gentile
- Francesca Cheyenne
- Fulvio Giuliani
- Gigio D'Ambrosio
- Giorgia Surina
- Marco Predolin
- Maurizio Costanzo
- Paola Di Benedetto
- Paolo Cavallone
- Paolo Giordano
- Rajae Bezzaz
- Raffaello Tonon
- Sara Ventura
- Valeria Graci
- Virginia Tschang

## Programmi
- DiscoZeta
- Zeta di Notte
- Notturno Zeta
- Buongiorno Zeta
- California Vibes
- TurboZeta
- Destinazione Zeta
- Zetagram
- Collettivo Zeta
- Generazione Zeta
- AperiZeta
- Fattore Zeta

## Loghi

Logo di Radio Zeta utilizzato dal 5 maggio 2017 al 19 febbraio 2020
Logo di Radio Zeta in uso dal 19 febbraio 2020
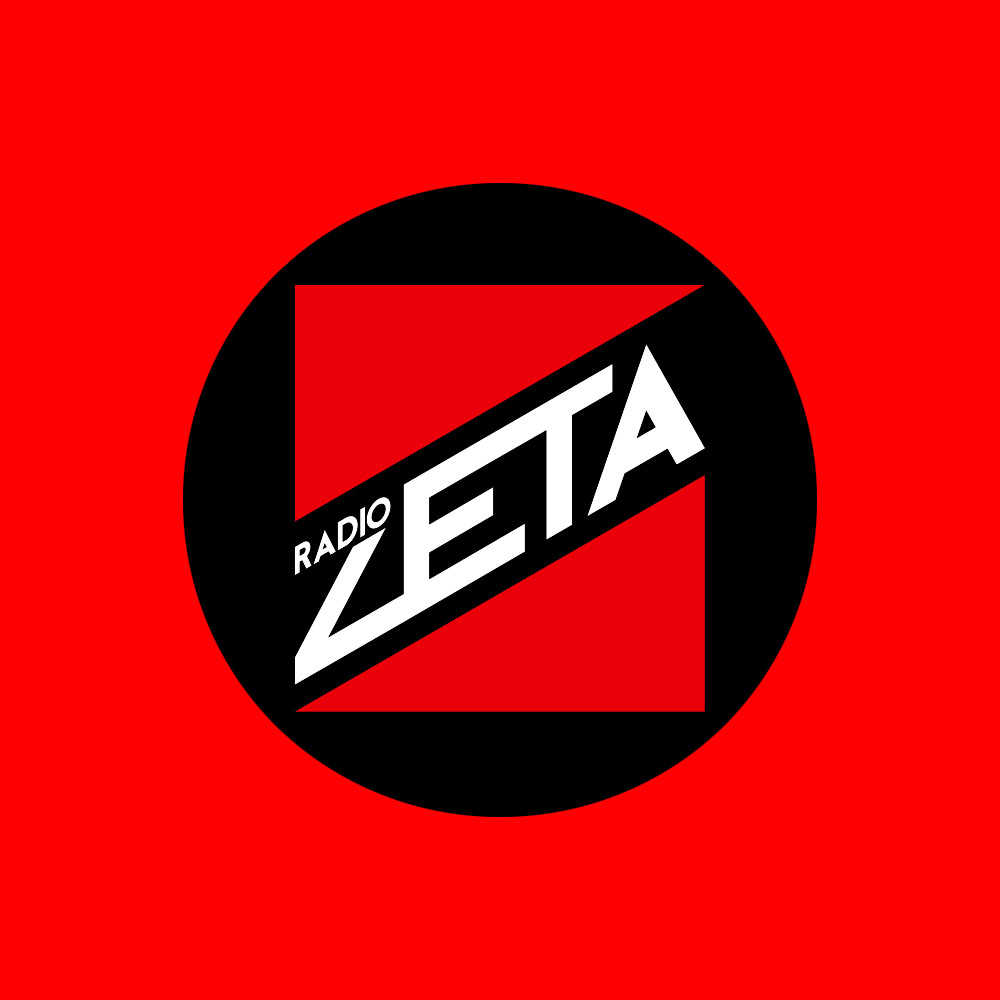
1º Gennaio 2016 - 5 Maggio 2017

## Ascolti radiofonici
| Periodo          | Giorno medio |
| ---------------- | ------------ |
| 1º semestre 2016 | 823 000      |
| 1º semestre 2017 | 697 000      |

## Ascolti televisivi
| Anno | Gen   | Feb   | Mar   | Apr   | Mag   | Giu   | Lug   | Ago   | Set   | Ott   | Nov   | Dic   | Media anno |
| ---- | ----- | ----- | ----- | ----- | ----- | ----- | ----- | ----- | ----- | ----- | ----- | ----- | ---------- |
| 2020 | N.R.  | N.R.  | N.R.  | N.R.  | N.R.  | 0,01% | 0,01% | 0,01% | 0,01% | 0,00% | 0,00% | 0,01% | 0,00%      |
| 2021 | 0,00% | 0,00% | 0,00% | 0,00% | 0,01% | 0,01% | 0,01% | 0,01% | 0,01% | 0,01% | 0,00% | 0,01% | 0,01%      |
| 2022 | 0,00% | 0,00% | -     | -     | -     | -     | -     | -     | -     | -     | 0,00% | 0,01% | 0,01%      |
| 2023 | 0,00% | 0,01% | 0,01% | 0,00% | 0,01% | 0,00% | 0,00% |       |       |       |       |       | 0,00%      |